# 185 (число)
185 (Сто вісімдеся́т п'ять) — натуральне число між 184 та 186.
- 185 день в році — 4 липня (у високосний рік 3 липня).

## У математиці
- Двадцятикутове число

## Ізопсефія
- γράμμα  (грами) — буква (грец.)

## В інших галузях
- 185 рік, 185 до н. е.
- NGC 185 — галактика в сузір'ї Кассіопея.[1]